# Región Centro
Die Región Centro ist eine der argentinischen Großregionen. Sie umfasst den zentralen Osten des Landes.

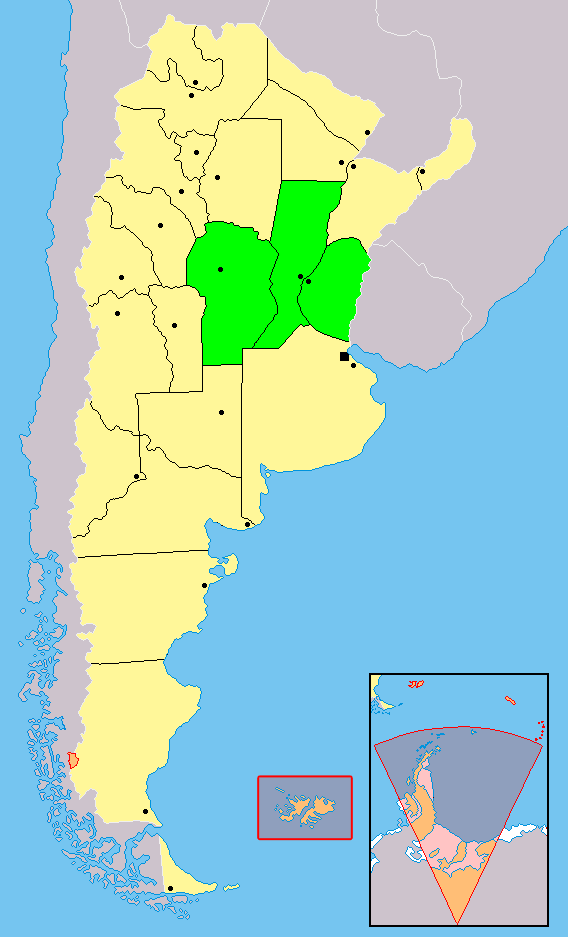
Región Centro

## Gliederung
Folgende Provinzen gehören der Región Centro an:
- Córdoba
- Entre Ríos
- Santa Fe

## Daten
Die Fläche der Región Centro beträgt 377.109 Quadratkilometer, ihre Bevölkerung beträgt 7.180.807 (2001). Das Bevölkerungswachstum liegt bei 0,9 Prozent pro Jahr und die Bevölkerungsdichte bei 19,0 Einwohner pro Quadratkilometer.

## Wichtige Städte
In der Region liegen die zweit- und die drittgrößte Stadt Argentiniens, Córdoba (1.368.301 Einwohner) und Rosario (1.161.188 Einwohner). Beide sind wichtige Industrie- und Dienstleistungsmetropolen. Mit einigem Abstand folgen Santa Fe (Argentinien) (454.238 Einwohner) und Paraná (247.310) mit einer agro-industriellen Ausrichtung. Weitere Großstädte sind Río Cuarto (149.303 Einwohner) in der Provinz Córdoba sowie Concordia (138.099 Einwohner) in der Provinz Entre Ríos.

## Geografie
Die Region liegt an der Schnittstelle zwischen der Pampa-Ebene im Süden und der Gran-Chaco-Savanne im Norden. Im Westen findet man die ersten Ausläufer der Mittelgebirge der Sierras Pampeanas. Das Klima wird von Ost nach West immer trockener, wobei im Sommer mehr Niederschlag fällt als im Winter.

## Wirtschaft
Die Städte der Region besitzen eine gut entwickelte und diversifizierte Industrie (Automobilindustrie in Córdoba und Rosario, Elektronik und Software in Córdoba, landwirtschaftliche Maschinen in Las Varillas, Agrarindustrie in fast allen Städten). Die Ebenen werden für intensive Landwirtschaft genutzt, vor allem der Soja-Anbau hat in den letzten Jahrzehnten an Bedeutung gewonnen. Die Energiewirtschaft konzentriert sich auf die Provinzen Córdoba und Entre Ríos mit Atom- und Wasserkraftwerken. In der Provinz Córdoba ist außerdem der Tourismus eine der Haupteinnahmequellen.
Insgesamt gehört die Region zu den reichen Gegenden Argentiniens, sie erwirtschaftet etwa ein Viertel des Bruttosozialprodukts des Landes. Die Städte haben allerdings unter der starken Zuwanderung, die zur Verslumung führte, zu leiden. Seit den 1980er-Jahren hat sich das Bevölkerungswachstum jedoch auf natürliche Raten stabilisiert, so dass für dieses Problem eine Lösung abzusehen ist.

## Projekte
Zwischen den Provinzen soll die schon ausreichende Infrastruktur weiter verbessert werden, um eine international konkurrenzfähige Region in Landwirtschaft und Industrie zu werden. Autobahnen befinden sich in Bau zwischen Córdoba und Rosario sowie zwischen Córdoba und Concordia über Santa Fe, die veralteten Eisenbahnlinien werden zurzeit zögernd modernisiert. Die neue Brücke zwischen Rosario und Victoria (Entre Ríos) soll das zentrale Argentinien zudem besser mit den Nachbarländern Brasilien und Uruguay verbinden.

## Tourismus
Der Westen der Provinz Córdoba mit den Sierras de Córdoba ist eines der wichtigsten Tourismuszentren des Landes. Weiterhin bedeutend ist die Küste des Río Uruguay in der Provinz Entre Ríos mit dem Nationalpark El Palmar und dem Stausee Salto Grande bei Concordia. Ein Touristenmagnet ist ebenfalls der Karneval in der Provinz Entre Ríos, insbesondere in Gualeguaychú und Victoria.